# 藤田航空

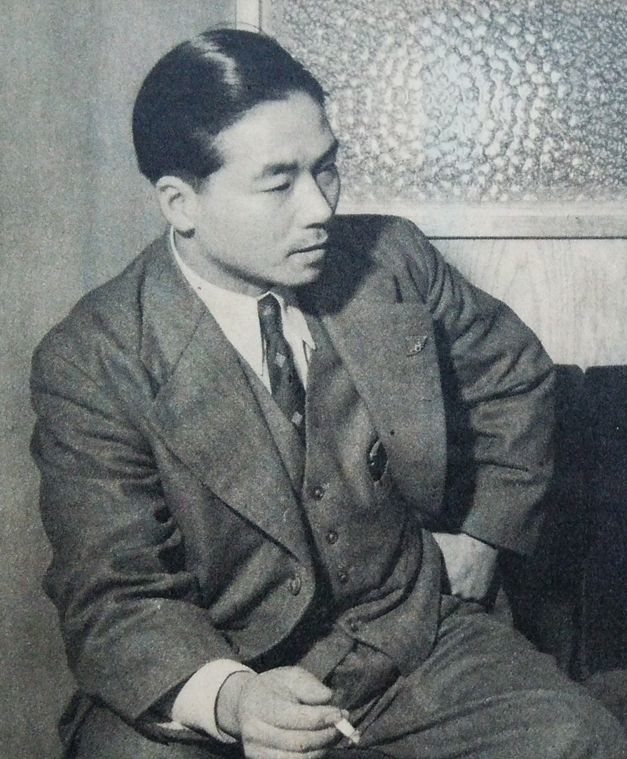
青木春男（1953年）

藤田航空（ふじたこうくう、欧文名：Fujita Airlines）とはかつて日本に存在した航空会社である。航空機使用事業免許第1号。

## 歴史
戦前、日本の航空機メーカーであった立川飛行機のテストパイロットであった青木春男が不定期航空事業の認可を受け、青木航空として1952年4月26日に設立され、9月からセスナ 170で運航を開始した。全日空に連なる企業としては傍系かつ小規模ではあるが、青木航空が最も早く設立および運航を開始している。
その後、資本金の増資に伴い日本遊覧航空（1956年6月）そして藤田航空（1961年6月）と社名を変更された。おもに伊豆諸島を中心に運航していた。また全日空から羽田〜八丈島などの路線を移管され、定期航空路を運航していた。しかしながら、営業状態は芳しくなく1963年に航空事業から撤退することになった。そして11月1日付けで全日空へ吸収合併された。

## 事故
営業停止直前となる1963年8月17日、デ・ハビランド ヘロン（機体記号：JA6155）が八丈島空港を離陸後に行方不明となり、遭難から3日後の20日午前8時57分、八丈富士山腹に墜落したのを確認する。この事故により乗員・乗客19人全員が犠牲になった。当時、事故機のヘロンJA6155は東亜航空へ貸与中だが、フォッカー F27 フレンドシップが定期点検中で、団体輸送のため藤田航空へ帰籍し臨時便として運航されていた。事故原因は確定出来なかった。

## 使用機材（回転翼機除く）
- デ・ハビランド ダブ
- デ・ハビランド ヘロン
- セスナ 170
- フォッカー F27